# Danny Ecker
Danny Ecker (Leverkusen, Alemania, 21 de julio de 1977) es un atleta alemán, especialista en la prueba de salto con pértiga, con la que ha llegado a ser medallista de bronce mundial en 2007.

## Carrera deportiva
En el Mundial de Osaka 2007 gana la medalla de bronce en salto con pértiga, con una marca de 5.81 metros, quedando tras el estadounidense Brad Walker y el francés Romain Mesnil (plata).